# Frederick Cuthbert Poole

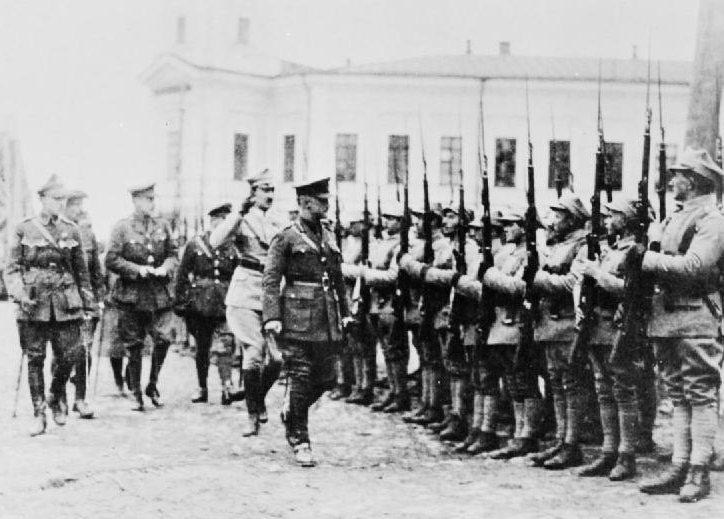
Batalion murmańczyków na apelu w Archangielsku w 1919 przed brytyjskim generałem Frederickiem Cuthbertem Poolem. Salutujący pułkownik to Stanisław Dowoyno-Sołłohub

Frederick Cuthbert Poole OBE, CB, CMG, DSO (ur. 3 sierpnia 1869, zm. 20 grudnia 1936 w St Austell) – brytyjski generał major. Służbę w British Army rozpoczął w 1889 jako artylerzysta Royal Artillery; brał udział m.in. w II wojnie burskiej (1899–1902) i I wojnie światowej. Dowódca (w latach 1918–1919) brytyjskiego kontyngentu wojskowego w północnej Rosji w czasie wojny domowej w tym kraju (1917–1921). W 1920 przeszedł w stan spoczynku.

## Życiorys
Uczęszczał do Królewskiej Akademii Wojskowej w Woolwich i w lutym 1889 roku otrzymał stopień oficerski w Royal Artillery. 15 lutego 1892 roku awansował na porucznika i służył podczas kampanii Tirah w Indiach w latach 1897–1898. 14 czerwca 1899 roku otrzymał tymczasowy awans na kapitana. Służył w czasie II wojny burskiej na którą wyruszył w marcu 1900 roku. Był przydzielony do kolumny amunicyjnej 8 Dywizji, a później dowodził drużyną przeciwlotniczych karabinów maszynowych, uczestnicząc m.in. w bitwach na przełęczy Botha, szturmie na Alleman’s Nek (czerwiec 1900), bitwie pod Bergendalem i operacji w pobliżu Lydenburga (sierpień 1900). Za swoją służbę został dwukrotnie wymieniony w sprawozdaniu (w tym w ostatniej depeszy Lorda Kitchenera z 23 czerwca 1902 roku) i odznaczony Orderem za Wybitną Służbę.
Po zakończeniu wojny Poole opuścił Kapsztad w lipcu 1902 roku i wrócił do Anglii. W latach 1903–1904 służył w Somaliland Field Force i brał udział w kampanii somalijskiej. Następnie brał udział w działaniach wojennych w północnej Nigerii w 1904 roku i we wrześniu 1906 roku otrzymał stały awans na kapitana, a następnie, po oddelegowaniu do służby jako adiutant jednostki milicji w marcu 1907 roku, na majora w 1909 roku. Przeszedł na emeryturę wojskową na początku 1914 roku.
Został ponownie powołany do służby po wybuchu I wojny światowej w sierpniu 1914 roku. W 1915 roku został podpułkownikiem, a 26 maja 1917 roku otrzymał tymczasowy awans na generała majora. W tym samym roku został mianowany Kawalerem Orderu św. Michała i św. Jerzego, a w 1918 roku Kawalerem Orderu Łaźni. Po spędzeniu dwóch lat w Rosji, w latach 1918–1919 pełnił funkcję generała dowodzącego Siłami Ekspedycyjnymi w północnej Rosji, a w 1919 roku został mianowany Kawalerem Komandorem Orderu Imperium Brytyjskiego. Ostatecznie przeszedł na emeryturę jako generał major w 1920 roku. Poza najwyższymi odznaczeniami brytyjskimi, w trakcie swojej kariery wojskowej został uhonorowany także przez kilka rządów innych państw, między innymi został Oficerem francuskiej Legii Honorowej w 1916 roku, kawalerem rosyjskiego Orderu Świętego Stanisława I klasy i Orderu Świętego Włodzimierza III klasy w 1918 roku oraz Oficerem Orderu Korony Rumunii także w 1918 roku.
Kandydował z ramienia Partii Konserwatywnej w wyborach uzupełniających z okręgu Bodmin w 1922 roku, ale przegrał z Isaakiem Footem. Ponownie ubiegał się o to stanowisko w wyborach powszechnych w 1922 i 1923 roku, ale w obu przypadkach przegrał z urzędującym kandydatem. Był zastępcą wojewody (Deputy Lieutenant) w Kornwalii.